# Октябрьский район (Владимир)
Октябрьский район — административный район в городе Владимире. Образован в 1973 году, в современных границах существует с 1 февраля 2007 года. Назван по одной из крупных магистралей — Октябрьскому проспекту.

## География
Район включает в себя почти полностью историческое ядро города, застройку, прилегающую к железнодорожному вокзалу, Залыбедье, жилые массивы на северо-западе и западе города. Граничит с Фрунзенским районом по реке Рпень, рокадной дороге, улице Усти-на-Лабе, Вокзальной улице, Рабочему спуску и реке Клязьме. Граница с Ленинским районом проходит по водохранилищу Содышка, 7-й линии, объездному шоссе (улице Лакина), улицам Сурикова и Балакирева, проспекту Строителей, улице Мира, Октябрьскому проспекту, улицам Дзержинского и Летнеперевозинской. К Октябрьскому району относятся поселения правобережья Клязьмы, образующие Пригородный микрорайон (Коммунар, Заклязьминский, Турбаза «Ладога», Рахманов Перевоз, Долгая Лужа, Лунёво, Сельцо, Ширманиха, Кусуново, Уварово, Бухолово, Злобино, Вилки, Шепелево, Никулино, Аббакумово).
Площадь территории района составляет 16 560 гектаров. Численность населения по данным на 1 января 2010 года — 105 715 человек.
Основные магистрали — объездное шоссе «пекинка» (часть федеральной трассы М7 «Волга»), проспект Строителей, улица Горького, Октябрьский проспект, улица Мира, Большая Московская и Большая Нижегородская улицы, Судогодское шоссе.

## Население
| 1979     | 1989     | 2002     | 2009     | 2010     | 2012     | 2013     |
| -------- | -------- | -------- | -------- | -------- | -------- | -------- |
| 77 956   | ↗102 815 | ↘79 991  | ↗107 571 | ↗107 990 | ↗109 153 | ↗110 665 |
| 2014     | 2015     | 2016     | 2017     | 2018     | 2019     | 2020     |
| ↗111 604 | ↗112 452 | ↗113 876 | ↗114 112 | ↗114 656 | ↗114 740 | ↘114 295 |
| 2021     | 2022     | 2023     | 2024     | 2025     |          |          |
| ↘110 259 | ↗111 531 | ↘109 575 | ↘109 059 | ↘108 263 |          |          |

## Внутрирайонные различия
Центр
Всемирно известный центр Владимира живописно расположен на левом высоком берегу Клязьмы. В историческом ядре города — более 100 памятников истории и культуры, в том числе 41 — федерального значения. До настоящего времени центр Владимира в границах древнего города сохранил трёхчастное деление, обусловленное существованием оборонительных валов и историческим характером застройки.
Залыбедье
Район за рекой Лыбедь, служившей северной границей древнего Владимира, а ныне почти на всём протяжении взятой в коллектор, интенсивно осваивался в послевоенные годы. Районы улицы Мира, Всполья, улицы Горького, тракторного завода, Молодёжного посёлка застроены двух-четырёх- и пятиэтажными домами-сталинками. В этой части города расположены крупные промышленные предприятия — моторо-тракторный завод, «Электроприбор», завод железобетонных конструкций, электромоторный завод, НПО «Магнетон».
Черёмушки
Владимирские Черёмушки расположены в северо-западной и западной частях города, вдоль проспекта Строителей. Район новостроек был назван в 1960-е годы по аналогии с московскими Черёмушками — посёлком, ставшим после включения в 1958 году в черту Москвы одним из важнейших районов массового жилищного строительства.
Частные сектора
В Октябрьском районе существуют два своеобразных внутригородских посёлка, застроенных индивидуальными деревянными домами. Между объездной дорогой («пекинкой») и проспектом Строителей, к северу от Черёмушек, располагается Марьинка. Своим названием эта территория обязана находившемуся здесь в XII веке имению супруги великого князя Всеволода Большое Гнездо Марии.
Между заводом «Электроприбор» и Почаевским оврагом находится так называемый Собачий посёлок. Название связывают с особенностью расположения посёлка, сравнивая условия жизни на территории, со всех сторон окружённой промзоной, находящейся в удалении от остановок общественного транспорта с «собачьими», а также с обилием собак, которые имеются здесь в гораздо большем количестве, чем к тому привыкли городские жители (Собачий посёлок был основан выходцами из деревни, привыкшими заводить собак). Официально посёлок именуется Почаевским — от названия реки, протекающей по его территории. В настоящее время в связи с практически полным закрытием промышленных цехов завода «Электроприбор» условия жизни здесь значительно улучшились.
Присоединённые территории
Правобережье Клязьмы является одним из главных районов отдыха и рекреации. В 1960-е годы здесь появились Загородный парк, турбаза «Ладога», гостиница «Клязьма», областная больница и санаторий. Устойчивая связь с городом поддерживалась организованным ещё в 1961 году троллейбусным маршрутом № 6. Тяготение заклязьминской территории к Владимиру привело к тому, что сначала у города появился чересполосный участок Лунёво — Сельцо — Ширманиха, а в 2006 году был сформирован Пригородный микрорайон города, включивший в себя ещё 13 сельских населённых пунктов, относившихся к Суздальскому району Владимирской области.

## Объекты социальной инфраструктуры
На территории района расположен крупнейший вуз города — Владимирский государственный университет, многочисленные объекты культуры, среди которых Владимиро-Суздальский музей-заповедник, областная библиотека имени М. Горького, театр кукол, центры изобразительного искусства и хоровой музыки, областной дом культуры, планетарий, кинотеатры «Художественный» и «Кругозор», ледовый дворец «Полярис», стадион «Лыбедь», 4 парка культуры и отдыха.